# Mendès
Pour les articles homonymes, voir Mendès (homonymie).
Mendès (En grec : Μένδης, ou Djedet : ddt en égyptien ancien, ou Tell el-Rob'a ou Tall al-Rub en arabe :  تل الربع) est une ancienne cité égyptienne du delta oriental sur une branche secondaire du Nil aujourd'hui ensablé, à proximité de l'actuel village d'El-Simbellawin, à environ 35 km d'El-Mansourah. Le site, qui porte le nom actuel de Tell el-Rob'a (ou Tall al-Rub), fut aussi connu dans l'Égypte antique sous le nom de Per-Banebdjedet (ou Perbanebdjedet), c'est-à-dire « Le domaine du Bâ du seigneur de Djedet ».
Mendès sera la capitale du 16e nome de Basse-Égypte, le nome « du dauphin » (HAt-mHyt) jusqu'à ce qu'elle soit remplacée dans cette fonction à la période romaine, par Anpet-Thmuis, aujourd'hui appelée Tell el-Timai. Les deux villes n'étaient séparées que de quelques centaines de mètres de distance.
Mendès était la cité où vivait le dieu Banebdjedet, représenté sous la forme d'un bélier. On y vénérait également la déesse Hatméhyt.
Sa fondation remonte au début de l'Ancien Empire et, comme Bouto, Mendès eut un rôle mythologique important pendant les périodes qui suivirent. Mendès fut la capitale et la résidence royale sous la XXIXe dynastie (-399/-380) qui reprit son indépendance au conquérant perse peu de temps après la première invasion. Quatre pharaons sont attestés dans les listes de Manéthon : Néphéritès Ier, Psammouthis, Achôris et Néphéritès II.
Comme en beaucoup de sites du delta du Nil, une vaste zone de buttes de décombres s'étend, ici sur trois kilomètres, formées par les nombreuses strates de la ville antique (voir Bubastis, Tanis). De ces ruines émergent des blocs épars, fracassés, restes romantiques de l'ancienne zone des temples. Seul un grand naos monolithe, dédié au dieu Shou, perce cet horizon de ruines, encore debout sur ses fondations, et qui initialement appartenait à un groupe de quatre grands naos groupés dans le sanctuaire du principal temple de la ville. Les restes des trois autres naos gisent encore au sol.
Le site fait l'objet depuis une dizaine d'années de fouilles par la mission menée par Donald Bruce Redford, qui ont révélé que la ville subit des destructions importantes au IVe siècle avant notre ère, sans doute à l'occasion de la reconquête par Artaxerxès III qui est réputé avoir profané la nécropole des béliers sacrés et notamment la tombe de Néphéritès Ier.
Grâce à ces fouilles, nous savons maintenant que la ville ne fut pas abandonnée et continua à jouer un rôle important notamment dans le commerce avec la Méditerranée et ce jusqu'à l'époque romaine.
Une grande stèle commémorative fut élevée par Ptolémée II et dédiée au dieu de Mendès. Comme d'autres exemples de cette époque elle proclame les travaux qu'entreprit le roi dans cette partie de l'Égypte.